# Struktura organizacyjna Wojska Polskiego w latach 80. XX wieku
Struktura organizacyjna Wojska Polskiego w latach 80. XX wieku
Poniższe zestawienie przedstawia strukturę organizacyjną WP z połowie lat 80. XX wieku. Za datę graniczną przyjęto dzień 31 grudnia 1985. Cztery dni później przeprowadzona została pierwsza ze zmian personalnych w Kierownictwie Ministerstwa Obrony Narodowej. Gen. broni Józef Baryła zastąpiony został na stanowisku szefa Głównego Zarządu Politycznego WP przez gen. dyw. Tadeusza Szaciło. 13 lutego adm. Ludwika Janczyszyna na stanowisku dowódcy Marynarki Wojennej zastąpił kontradm. Piotr Kołodziejczyk. Wreszcie 26 lutego Prezes Rady Ministrów Zbigniew Messner odwołał gen. broni Eugeniusza Molczyka ze stanowiska wiceministra obrony narodowej "ze względu na stan zdrowia". Równocześnie Minister Obrony Narodowej zwolnił go ze stanowiska Głównego Inspektora Szkolenia WP. Sztab Głównego Inspektora Szkolenia WP włączony został w struktury Głównego Zarządy Szkolenia Bojowego WP, którego szefem od 1978 do rozwiązania Układu Warszawskiego był gen. broni Wojciech Barański. Równolegle ze zmianami personalnymi podjęte zostały pierwsze zmiany organizacyjne w Siłach Zbrojnych PRL. W tym samym roku 6 Pomorska Dywizja Powietrznodesantowa przeformowana została w 6 Brygadę Desantowo-Szturmową, a 7 Łużycka Dywizja Desantowa w 7 Brygadę Obrony Wybrzeża. Trzy lata później rozpoczęty został proces redukcji armii, zmniejszenia jej stanu osobowego, nazywany oficjalnie "restrukturyzacją". Proces ten przeprowadzony został w warunkach trudnej sytuacji ekonomicznej kraju i postępującego odprężenia między Wschodem i Zachodem. Rozpoczęty proces zmian, burzył strukturę, która w prawie niezmienionej postaci, przetrwała przez blisko 25 lat.
31 grudnia 1985 struktura organizacyjna Wojska Polskiego przedstawiała się następująco:
I sekretarz Komitetu Centralnego PZPR, przewodniczący Rady Państwa, przewodniczący Komitetu Obrony Kraju, Zwierzchnik Sił Zbrojnych, Naczelny Dowódca Sił Zbrojnych na wypadek wojny – generał armii Wojciech Jaruzelski
Ministerstwo Obrony Narodowej
1. Kierownictwo Ministerstwa Obrony Narodowej
2. Pion Ogólny Ministerstwa Obrony Narodowej
3. Główny Inspektor Szkolenia WP
4. Sztab Generalny Wojska Polskiego
5. Główny Inspektorat Obrony Terytorialnej
6. Główny Inspektorat Techniki Wojska Polskiego
7. Główne Kwatermistrzostwo Wojska Polskiego
8. Główny Zarząd Polityczny Wojska Polskiego
9. Izba Wojskowa Sądu Najwyższego
10. Naczelna Prokuratura Wojskowa
11. Szefostwo Wojskowej Służby Wewnętrznej
12. Departament Kadr MON
13. Warszawski Okręg Wojskowy
14. Pomorski Okręg Wojskowy
15. Śląski Okręg Wojskowy
16. Wojska Lotnicze
17. Wojska Obrony Powietrznej Kraju
18. Marynarka Wojenna
19. Zgrupowanie Jednostek Zabezpieczenia MON
20. Jednostki wojskowe w podporządkowaniu Ministerstwa Spraw Wewnętrznych

Instytucje wymienione w pkt 1-12 nazywane były instytucjami centralnymi Ministerstwa Obrony Narodowej (IC MON).

## Ministerstwo Obrony Narodowej
Kierownictwo Ministerstwa Obrony Narodowej
- Minister Obrony Narodowej
- Wiceminister Obrony Narodowej do Spraw Ogólnych
- Główny Inspektor Szkolenia Wojska Polskiego – Wiceminister Obrony Narodowej
- Główny Inspektor Obrony Terytorialnej – Wiceminister Obrony Narodowej
- Główny Inspektor Techniki WP – Wiceminister Obrony Narodowej
- Główny Kwatermistrz WP – Wiceminister Obrony Narodowej
- Szef Głównego Zarządu Politycznego WP – Wiceminister Obrony Narodowej

Pion Ogólny Ministerstwa Obrony Narodowej
- Departament Finansów MON
- Biuro Prawne MON
- Główna Kontrola Wojskowa
  - Delegatura GKW w Warszawie
  - Delegatura GKW w Bydgoszczy
  - Delegatura GKW we Wrocławiu

Główny Inspektor Szkolenia WP
- Główny Zarząd Szkolenia Bojowego WP
  - Zarząd Szkolnictwa Wojskowego
- Inspekcja Sił Zbrojnych
- Dowództwo Wojsk Rakietowych I Artylerii MON
  - Wyższa Szkoła Oficerska Wojsk Rakietowych i Artylerii im. gen. Józefa Bema
- Dowództwo Wojsk Obrony Przeciwlotniczej MON
  - Wyższa Szkoła Oficerska Wojsk Obrony Przeciwlotniczej im. por. Mieczysława Kalinowskiego
- Szefostwo Wojsk Inżynieryjnych MON
- Wyższa Szkoła Oficerska Wojsk Inżynieryjnych im. gen. Jakuba Jasińskiego
- Szefostwo Wojsk Chemicznych MON
  - Wyższa Szkoła Oficerska Wojsk Chemicznych im. Stanisława Ziai
- Wyższa Szkoła Oficerska Wojsk Zmechanizowanych im. Tadeusza Kościuszki
- Wyższa Szkoła Oficerska Wojsk Pancernych im. Stefana Czarnieckiego
- Centrum Doskonalenia Oficerów im. gen. armii Stanisława Popławskiego

Sztab Generalny Wojska Polskiego
- Kierownictwo Sztabu Generalnego WP
- Zarząd I Operacyjny
- Zarząd II Wywiadu i Rozpoznania
- Zarząd III Gotowości Bojowej i Dowodzenia
- Zarząd IV Systemów Kierowania
- Zarząd VI Organizacyjny
- Zarząd VII Planowania Materiałowego
- Zarząd IX Topograficzny
- Zarząd X Mobilizacji i Uzupełnień
- Zarząd XI Normatywny
- Zarząd XII
- Zarząd XIV Informatyki
- Zarząd XV Wojskowych Spraw Zagranicznych
- Szefostwo Wojsk Łączności
  - Wyższa Szkoła Oficerska Wojsk Łączności im. płk. Bolesława Kowalskiego ps. "Ryszard"
- Akademia Sztabu Generalnego im. gen. Karola Świerczewskiego

Główny Inspektorat Obrony Terytorialnej
- Inspektorat Obrony Terytorialnej i Wojsk Obrony Wewnętrznej
- Inspektorat Obrony Cywilnej Kraju

Główny Inspektorat Techniki WP
- Sztab Służb Technicznych
- Szefostwo Badań i Rozwoju Techniki Wojskowej
- Szefostwo Służby Uzbrojenia i Elektroniki
- Szefostwo Zamówień i Dostaw Techniki Wojskowej
- Szefostwo Wojskowych Przedsiębiorstw Remontowo-Produkcyjnych
- Szefostwo Służby Czołgowo-Samochodowej
  - Wyższa Oficerska Szkoła Samochodowa im. gen. Aleksandra Waszkiewicza
- Szefostwo Techniki Lotniczej
- Szefostwo Techniki Morskiej
- Wojskowa Akademia Techniczna im. Jarosława Dąbrowskiego

Główne Kwatermistrzostwo WP
- Sztab Głównego Kwatermistrzostwa WP
- Szefostwo Wojskowej Służby Zdrowia
- Szefostwo Służby Żywnościowej
- Szefostwo Służby Mundurowej
- Szefostwo Służby Materiałów Pędnych i Smarów
- Szefostwo Służby Komunikacji Wojskowej
  - Zgrupowanie Jednostek Kolejowych i Drogowych
- Szefostwo Służby Zakwaterowania i Budownictwa
- Generalny Dziekanat Wojska Polskiego
- Wojskowa Akademia Medyczna im. gen. dyw. Bolesława Szareckiego
- Wyższa Szkoła Oficerska Służb Kwatermistrzowskich im. Mariana Buczka

Główny Zarząd Polityczny WP
- Zarząd I Organizacyjny
- Zarząd II Propagandy i Agitacji
- Zarząd III Kultury i Oświaty
- Zarząd Szkolnictwa Wojskowego
- Zarząd Wydawnictw, Drukarń i Zaopatrzenia
- Wojskowa Akademia Polityczna im. Feliksa Dzierżyńskiego
- Centrum Szkolenia Oficerów Politycznych im. Ludwika Waryńskiego
- Wojskowy Instytut Historyczny im. Wandy Wasilewskiej

Departament Kadr MON
- Biuro do Spraw Pracowników Cywilnych Wojska
- Biuro Strat Bezpowrotnych WP w Pułtusku
- Biuro do Spraw Bezpieczeństwa i Higieny Pracy

Szefostwo Wojskowej Służby Wewnętrznej
- Zarząd WSW Pomorskiego Okręgu Wojskowego
- Zarząd WSW Śląskiego Okręgu Wojskowego
- Zarząd WSW Warszawskiego Okręgu Wojskowego
- Zarząd WSW Wojsk Lotniczych
- Zarząd WSW Wojsk Obrony Powietrznej Kraju
- Zarząd WSW Marynarki Wojennej
- Oddział WSW w Warszawie (na prawach zarządu)
- Centralny Ośrodek Szkolenia WSW im. Feliksa Dzierżyńskiego w Mińsku Mazowieckim
- Ośrodek Radioelektroniczny WSW w Skierniewicach
- Oddział Zabezpieczenia Szefostwa WSW

Naczelna Prokuratura Wojskowa
- Oddział Sądowo-Rewizyjny i Ułaskawień
- Oddział Prokuratorskiej Kontroli Przestrzegania Prawa i Profilaktyki
- Oddział Nadzoru nad Postępowaniem Przygotowawczym
- Oddział Badań i Analiz
  - Wydział Badań Analitycznych
- Oddział Organizacyjno-Inspektorski
- Oddział Kadr i Szkolenia
- Oddział Badania Problematyki Przestępczości
- Oddział do Spraw Zleconych

Izba Wojskowa Sądu Najwyższego

## Wojska operacyjne

### Warszawski Okręg Wojskowy
Dowództwo Warszawskiego Okręgu Wojskowego (Warszawa) – w czasie wojny Dowództwo 4 Armii Ogólnowojskowej
- 1 Warszawska Dywizja Zmechanizowana im. Tadeusza Kościuszki Legionowo
  - 1 Praski pułk zmechanizowany Wesoła
  - 2 Berliński pułk zmechanizowany Skierniewice
  - 3 Berliński pułk zmechanizowany Ciechanów
  - 11 pułk czołgów (Giżycko)
  - 1 Berliński pułk artylerii Bartoszyce
  - 1 Darnicki pułk artylerii przeciwlotniczej Modlin
- 3 Pomorska Dywizja Zmechanizowana im. Romualda Traugutta (Lublin)
  - 7 pułk zmechanizowany (Lublin)
  - 8 pułk zmechanizowany Hrubieszów
  - 45 pułk zmechanizowany Siedlce
  - 5 pułk czołgów Włodawa
  - 3 pułk artylerii (Chełm)
  - 18 dywizjon artylerii przeciwlotniczej Siedlce
- 6 Pomorska Dywizja Powietrznodesantowa[4] (Kraków)
  - 6 batalion powietrznodesantowy (Niepołomice)
  - 8 batalion zaopatrzenia (Kraków)
  - 10 batalion powietrznodesantowy (Kraków – Rząska)
  - 16 batalion powietrznodesantowy (Kraków)
  - 18 batalion powietrznodesantowy (Bielsko-Biała)
  - 5 dywizjon artylerii mieszanej (Kraków – Wola Justowska)
  - 26 dywizjon artylerii przeciwlotniczej (Kraków – Rząska)
- 9 Dywizja Zmechanizowana Rzeszów
  - 4 pułk zmechanizowany (Kielce)
  - 14 Kołobrzeski pułk zmechanizowany (Tarnów)
  - 30 pułk zmechanizowany (Rzeszów)
  - 26 pułk czołgów (Sanok)
  - 40 pułk artylerii Jarosław
  - 23 dywizjon artylerii przeciwlotniczej (Jarosław)
- 32 Łużycka Brygada Artylerii /Rakiet Operacyjno Taktycznych/ im. gen. Bolesława Czarniawskiego (Orzysz)
- 1 Warszawska Brygada Artylerii Armat im. Józefa Bema (Węgorzewo)
- 15 pułk artylerii przeciwlotniczej (Gołdap)
- 5 pułk Strzelców Podhalańskich (Kraków)
- 2 Warszawska Brygada Saperów im. gen. Jerzego Bordziłowskiego (Kazuń)
- 9 pułk łączności – Białobrzegi
- 80 dywizjon artylerii przeciwpancernej (Suwałki)
- 48 kompania specjalna (Kraków)

### Pomorski Okręg Wojskowy
Dowództwo Pomorskiego Okręgu Wojskowego (Bydgoszcz) – w czasie wojny Dowództwo 1 Armii Ogólnowojskowej
- 7 Łużycka Dywizja Desantowa (Gdańsk)
  - 4 Pomorski Pułk Desantowy (Lębork)
  - 34 Pułk Desantowy (Słupsk)
  - 35 Pułk Desantowy (Gdańsk)
  - 11 batalion czołgów pływających (Słupsk)
- 8 Drezdeńska Dywizja Zmechanizowana im. Bartosza Głowackiego (Koszalin)
  - 28 Sudecki pułk zmechanizowany (Kołobrzeg)
  - 32 Budziszyński pułk zmechanizowany (Kołobrzeg)
  - 36 Łużycki pułk zmechanizowany (Trzebiatów)
  - 16 Dnowsko-Łużycki pułk czołgów średnich (Słupsk)
  - 4 pułk artylerii (Kołobrzeg)
  - 83 pułk artylerii przeciwlotniczej (Koszalin)
- 12 Dywizja Zmechanizowana im. Armii Ludowej (Szczecin)
  - 5 Kołobrzeski pułk zmechanizowany (Szczecin)
  - 9 Zaodrzański pułk zmechanizowany (Stargard Szczeciński)
  - 41 pułk zmechanizowany (Szczecin)
  - 25 Drezdeński pułk czołgów średnich (Szczecin)
  - 2 pułk artylerii (Szczecin)
  - 124 pułk artylerii przeciwlotniczej (Szczecin)
- 15 Dywizja Zmechanizowana im. Gwardii Ludowej (Olsztyn)
  - 37 pułk zmechanizowany (Morąg)
  - 50 pułk zmechanizowany (Lidzbark)
  - 75 pułk zmechanizowany (Bartoszyce)
  - 35 pułk czołgów (Ostróda)
  - 9 pułk artylerii (Olsztyn)
  - 46 pułk artylerii przeciwlotniczej (Olsztyn)
- 16 Kaszubska Dywizja Pancerna (Elbląg)
  - 1 Warszawski pułk czołgów średnich (Elbląg)
  - 51 Kościerski pułk czołgów średnich (Braniewo)
  - 60 Kartuski Pułk Czołgów Średnich (Elbląg)
  - 55 Pułk Zmechanizowany (Braniewo)
  - 16 Pułk Artylerii (Braniewo)
  - 13 Pułk Artylerii Przeciwlotniczej (Elbląg)
- 20 Warszawska Dywizja Pancerna im. marsz. Konstantego Rokossowskiego (Szczecinek)
  - 24 Drezdeński Pułk Czołgów Średnich (Stargard Szczeciński)
  - 28 Saski Pułk Czołgów Średnich (Czarne)
  - 68 Pułk Czołgów Średnich (Budowo)
  - 49 Warszawski Pułk Zmechanizowany (Wałcz)
  - 36 Pułk Artylerii (Budowo)
  - 75 Pułk Artylerii Przeciwlotniczej (Rogowo)
- 2 Pomorska Brygada Artylerii /Rakiet Operacyjno-Taktycznych/(Choszczno)
- 6 Warszawska Brygada Artylerii Armat (Toruń)
- 7 Brygada Artylerii Haubic (Toruń)
- 14 Sudecki Pułk Artylerii Przeciwpancernej (Kwidzyn)
- 5 Mazurska Brygada Saperów im. gen. Ignacego Prądzyńskiego (Szczecin)
- 2 Brygada Łączności im. gen. broni Władysława Korczyca – Wałcz
- 4 Łużycki Pułk Łączności – Bydgoszcz
- 12 Pułk Radioliniowo-Kablowy (Świecie)
- 2 Pomorski Pułk Chemiczny (Grudziądz)
- 56 Kompania Specjalna (Szczecin)

### Śląski Okręg Wojskowy
Dowództwo Śląskiego Okręgu Wojskowego (Wrocław) – w czasie wojny Dowództwo 2 Armii Ogólnowojskowej
- 2 Warszawska Dywizja Zmechanizowana im. gen. Henryka Dąbrowskiego (Nysa)
  - 6 Pułk Zmechanizowany (Częstochowa)
  - 27 Pułk Zmechanizowany (Kłodzko)
  - 33 Pułk Zmechanizowany (Nysa)
  - 15 pułk czołgów (Gliwice)
  - 37 pułk artylerii (Kędzierzyn-Koźle)
  - 99 Pułk Artylerii Przeciwlotniczej (Ząbkowice Śląskie)
- 4 Pomorska Dywizja Zmechanizowana im. Jana Kilińskiego (Krosno Odrzańskie)
  - 11 Złotowski Pułk Zmechanizowany (Krosno)
  - 12 Pułk Zmechanizowany (Gorzów)
  - 17 Drezdeński Pułk Zmechanizowany im. chor. Józefa Ceronika (Międzyrzecz)
  - 18 Pułk Czołgów (Wędrzyn)
  - 22 pułk artylerii (Sulechów)
  - 128 Pułk Artylerii Przeciwlotniczej (Czerwieńsk)
- 5 Saska Dywizja Pancerna im. gen. bryg. Aleksandra Waszkiewicza (Gubin)
  - 23 Pułk Czołgów (Słubice)
  - 27 Pułk Czołgów im. Niemieckich Bojowników Antyfaszystowskich (Gubin)
  - 73 Pułk Czołgów (Gubin)
  - 13 Pułk Zmechanizowany (Kożuchów)
  - 113 Pułk Artylerii (Kostrzyn nad Odrą)
  - 5 Pułk Artylerii Przeciwlotniczej (Gubin)
  - 2 batalion rozpoznawczy (Gubin)
- 10 Sudecka Dywizja Pancerna im. Bohaterów Armii Radzieckiej (Opole)
  - 2 Pułk Czołgów (Opole)
  - 10 Pułk Czołgów (Opole)
  - 13 Pułk Czołgów (Opole)
  - 25 Pułk Zmechanizowany (Opole)
  - 39 Pułk Artylerii (Tarnowskie Góry)
  - 18 Pułk Artylerii Przeciwlotniczej (Jelenia Góra)
- 11 Drezdeńska Dywizja Pancerna im. Jana III Sobieskiego (Żagań)
  - 3 Pułk Czołgów (Żagań)
  - 8 Pułk Czołgów (Żagań)
  - 29 Pułk Czołgów (Żagań)
  - 42 Pułk Zmechanizowany (Żary)
  - 33 Pułk Artylerii (Żary)
  - 66 Pułk Artylerii Przeciwlotniczej (Bolesławiec)
- 18 Brygada Artylerii /Rakiet Operacyjno Taktycznych/ im. gen. dyw. Franciszka Jóźwiaka (Bolesławiec)
- 3 Warszawska Brygada Artylerii /Rakiet Operacyjno-Taktycznych/ (Biedrusko)
- 5 Pomorska Brygada Artylerii Armat (Głogów)
- 20 Pułk Artylerii Przeciwpancernej (Pleszew)
- 91 Wejherowski Pułk Artylerii Przeciwpancernej (Gniezno)
- 1 Warszawska Brygada Saperów (Brzeg)
- 4 Łużycka Brygada Saperów (Gorzów Wielkopolski)
- 6 Pułk Zabezpieczenia (Wrocław)
- 10 Saski Pułk Łączności (Wrocław)
- 1 Batalion Szturmowy (Lubliniec)/ (Dziwnów)
- 62 Kompania Specjalna (Bolesławiec)

### Wojska Lotnicze
Dowództwo Wojsk Lotniczych Poznań:
- 2 Brandenburska Dywizja Lotnictwa Myśliwsko-Bombowego w Pile
- 3 Brandenburska Dywizja Lotnictwa Myśliwsko-Bombowego w Świdwinie
- 4 Pomorska Dywizja Lotnictwa Myśliwskiego im. gen. bryg. pil. Józefa Smagi w Malborku
- 13 Pułk Lotnictwa Transportowego w Krakowie
- 32 Pułk Lotnictwa Rozpoznania Taktycznego w Sochaczewie
- 36 Specjalny Pułk Lotnictwa Transportowego w Warszawie
- 37 Pułk Śmigłowców Transportowych w Łęczycy
- 47 Szkolny Pułk Śmigłowców w Nowym Mieście
- 49 Pułk Śmigłowców Bojowych w Pruszczu Gdańskim
- 56 Pułk Śmigłowców Bojowych w Inowrocławiu
- 58 Lotniczy Pułk Szkolny w Dęblinie
- 60 Lotniczy Pułk Szkolny w Radomiu
- 61 Lotniczy Pułk Szkolno-Bojowy w Białej Podlaskiej

### Marynarka Wojenna
Dowództwo Marynarki Wojennej Gdynia
- Zarząd Polityczny Marynarki Wojennej
  - Klub Marynarki Wojennej
  - Orkiestra Reprezentacyjna Marynarki Wojennej
- Szefostwo Lotnictwa Marynarki Wojennej
  - 7 Pułk Lotnictwa Myśliwsko-Bombowego
  - 16 Pułk Lotnictwa Specjalnego Marynarki Wojennej
  - 15 Samodzielna Eskadra Lotnictwa Rozpoznawczego
  - 18 Eskadra Lotnictwa Łącznikowego
  - 42 Polowe Warsztaty Lotnicze
- Szefostwo Służb Technicznych i Zaopatrzenia Marynarki Wojennej
  - Baza Techniczna Marynarki Wojennej
    - 9 Dywizjon Artylerii Nadbrzeżnej

  - 1 Składnica Techniki Morskiej
- 3 Flotylla Okrętów im. kmdr. Bolesława Romanowskiego Gdynia Oksywie
- 8 Flotylla Obrony Wybrzeża Świnoujście
- 9 Flotylla Obrony Wybrzeża im. kontradm. Włodzimierza Steyera Hel
- Morska Brygada Okrętów Pogranicza (Gdańsk)
- Wyższa Szkoła Marynarki Wojennej im. Bohaterów Westerplatte
- Centrum Szkolenia Specjalistów Marynarki Wojennej im. Franciszka Zubrzyckiego
- Ośrodek Szkolenia Nurków i Płetwonurków WP
- Ośrodek Szkolenia Żeglarskiego Marynarki Wojennej
- 3 Pułk Zabezpieczenia Dowództwa Marynarki Wojennej im. płk. Stanisława Dąbka
- 6 Pułk Rozpoznania Radioelektronicznego
- 11 Pułk Łączności Marynarki Wojennej
- Wojskowy Klub Sportowy "Flota"

## Wojska Obrony Terytorialnej Kraju

### Wojska Obrony Powietrznej Kraju
- Dowództwo Wojsk Obrony Powietrznej Kraju Warszawa
  - 1 Korpus Obrony Powietrznej Kraju (Warszawa)
    - 3 Łużycka Brygada Artylerii OPK (Warszawa)
    - 1 Pułk Lotnictwa Myśliwskiego OPK „Warszawa” w Mińsku Mazowieckim
    - 10 Pułk Lotnictwa Myśliwskiego OPK im. Ludowych Partyzantów Ziemi Krakowskiej w Łasku
    - 1 Brygada Radiotechniczna OPK (Warszawa) Stacja radiolokacyjna wojsk OPK

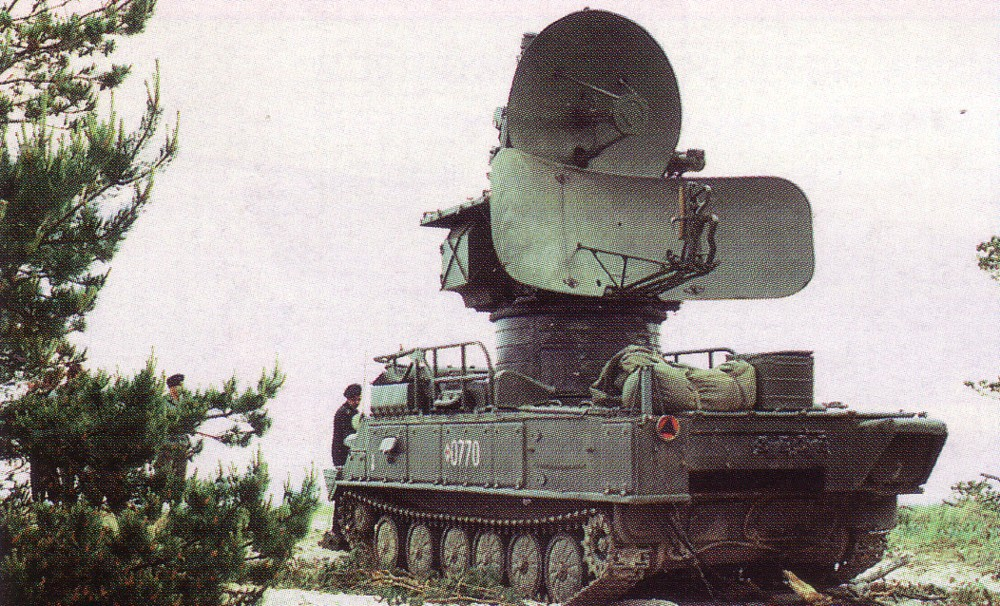
Stacja radiolokacyjna wojsk OPK

  - 2 Korpus Obrony Powietrznej Kraju (Bydgoszcz)
    - 4 Brygada Artylerii OPK (Gdynia)
    - 26 Brygada Artylerii OPK (Gryfice)
    - 9 Pułk Lotnictwa Myśliwskiego (Zegrze Pomorskie)
    - 28 Pułk Lotnictwa Myśliwskiego OPK w Słupsku
    - 34 Pułk Lotnictwa Myśliwskiego OPK w Gdyni
    - 2 Brygada Radiotechniczna OPK (Bydgoszcz)

  - 3 Korpus Obrony Powietrznej Kraju (Wrocław)
    - 1 Brygada Artylerii OPK (Bytom)
    - 79 Pułk Artylerii OPK (Poznań)
    - 11 Brandenburski Pułk Lotnictwa Myśliwskiego OPK we Wrocławiu
    - 62 Pułk Lotnictwa Myśliwskiego OPK im. Powstańców Wielkopolskich w Poznaniu
    - 3 Brygada Radiotechniczna OPK (Wrocław)

  - Ośrodek Szkolenia Specjalistów Wojsk Rakietowych i Artylerii OPK (Bemowo Piskie)
  - Ośrodek Szkolenia Specjalistów Wojsk Radiotechnicznych (Chorzów)
  - Centralne Stanowisko Dowodzenia Dowódcy Wojsk OPK (Pyry)
  - Ośrodek Przeciwdziałania Radioelektronicznego OPK (Lidzbark Warmiński)
  - Jednostka Zabezpieczania Dowództwa Wojsk OPK (Warszawa)

### Wojska Obrony Wewnętrznej
Jednostki zabezpieczenia Komitetu Obrony Kraju i Wojewódzkich Komitetów Obrony
- 1 Brygada Wojsk Obrony Wewnętrznej - Góra Kalwaria
- 5 Brygada Wojsk Obrony Wewnętrznej - Kraków
- 14 Mazurska Brygada Wojsk Obrony Wewnętrznej im. gen.Bolesława Kieniewicza - Olsztyn
- 20 Brygada Łączności Wojsk Obrony Wewnętrznej - Kielce
- 2 Pułk Łączności Wojsk Obrony Wewnętrznej

Jednostki obrony lądowej:
- 3 Pułk Wojsk Obrony Wewnętrznej - Lublin
- 13 Pułk Wojsk Obrony Wewnętrznej - Gdańsk
- 15 Pułk Wojsk Obrony Wewnętrznej - Prudnik

Jednostki zabezpieczenia przed bronią masowego rażenia
- 2 Batalion Inżynieryjno-Ratowniczy Wojsk Obrony Wewnętrznej - Grajewo
- 4 Batalion Inżynieryjno-Ratowniczy Wojsk Obrony Wewnętrznej - Rzeszów

### Wojska Obrony Terytorialnej
Jednostki zabezpieczenia przegrupowania wojsk
- 7 Pułk Pontonowo–Techniczny Obrony Terytorialnej - Dęblin
- 9 Pułk Pontonowo–Techniczny Obrony Terytorialnej - Chełmno
- 10 Pułk Pontonowo–Techniczny Obrony Terytorialnej - Rawicz
- 12 Pułk Pontonowo–Techniczny Obrony Terytorialnej - Szczecin

Jednostki obrony terytorialnej:
- Katowicka Brygada Obrony Terytorialnej - Katowice
- Warszawska Brygada Obrony Terytorialnej - Warszawa
- Gdański Pułk Obrony Terytorialnej - Gdańsk
- Krakowski Pułk Obrony Terytorialnej - Kraków
- Lubelski Pułk Obrony Terytorialnej - Radzyń Podlaski
- Opolski Pułk Obrony Terytorialnej - Opole
- Szczeciński Pułk Obrony Terytorialnej - Szczecin
- Wielkopolski Pułk Obrony Terytorialnej - Poznań
- Wrocławski Pułk Obrony Terytorialnej - Świdnica

## Jednostki wojskowe w podporządkowaniu MSW
Szefostwo Wojsk Ministerstwa Spraw Wewnętrznych
- Nadwiślańskie Jednostki Wojskowe MSW
- Wojska Ochrony Pogranicza